# Ankum
Ankun è un comune di 7.216 abitanti della Bassa Sassonia, in Germania.
Appartiene al circondario (Landkreis) di Osnabrück (targa OS) ed è parte della comunità amministrativa (Samtgemeinde) di Bersenbrück.

## Geografia antropica

### Suddivisioni amministrative
Oltre al capoluogo (Ankum) il territorio comunale comprende anche le frazioni di Aslage, Brickwedde, Druchhorn, Holsten, Rüssel, Tütingen e Westerholte.